# Côrno do Bico
Côrno do Bico este o arie protejată (sit de importanță comunitară — SCI) din Portugalia întinsă pe o suprafață de 5.144,03 ha, integral pe uscat.

## Localizare
Centrul sitului Côrno do Bico este situat la coordonatele 41°54′24″N 8°31′56″W / 41.9066°N 8.5321°V.

## Înființare
Situl Côrno do Bico a fost declarat sit de importanță comunitară în octombrie 1998 pentru a proteja 6 specii de plante și 8 specii de animale.

## Biodiversitate
Situată în ecoregiunea atlantică, aria protejată conține 5 habitate naturale: Pajiști umede atlantice temperate cu Erica ciliaris și Erica tetralix, Pajiști uscate europene, Fânețe de joasă altitudine (Alopecurus pratensis, Sanguisorba officinalis), Păduri aluvionare cu Alnus glutinosa și Fraxinus excelsior (Alno-Padion, Alnion incanae, Salicion albae), Păduri de stejar galițio-portugheze cu Quercus robur și Quercus pyrenaica.
La baza desemnării sitului se află mai multe specii protejate:
- plante (6): Bruchia vogesiaca, Festuca elegans, Festuca summilusitana, Narcissus cyclamineus, Narcissus pseudonarcissus subsp. nobilis, Veronica micrantha
- amfibieni (2): Chioglossa lusitanica, Discoglossus galganoi
- mamifere (3): lupul (Canis lupus), Galemys pyrenaicus, vidră de râu (Lutra lutra)
- nevertebrate (1): fluturele auriu (Euphydryas aurinia)
- pești (1): Pseudochondrostoma duriense
- reptile (1): Lacerta schreiberi

Pe lângă speciile protejate, pe teritoriul sitului au mai fost identificate 14 specii de plante, 6 specii de amfibieni, 3 specii de mamifere, 6 specii de reptile.